# بورتو أليغري
بورتو أليغري، Porto Alegre واحدة من أكبر المدن في البرازيل، عاصمة ولاية ريو غراندي دو سول البرازيلية. وبورتو أليغري أحد أهم المراكز الثقافية والسياسية والاقتصادية في جنوب البرازيل. حافظت بورتو أليغري على أفضل مستوى معيشة بين جميع عواصم البرازيلية لسنوات عديدة وكانت المدينة البرازيلية الوحيدة المذكورة في قائمة جونز لانغ آسال Jones Lang LaSalle للمدن الفائزة بهذا اللقب.
نشأت المدينة عند وصول البرتغالين اليها في 1742.

## المناخ
يظهر الجدول التالي التغييرات المناخية على مدار السنة لبورتو أليغري:
| البيانات المناخية لـبورتو أليغري                | البيانات المناخية لـبورتو أليغري | البيانات المناخية لـبورتو أليغري | البيانات المناخية لـبورتو أليغري | البيانات المناخية لـبورتو أليغري | البيانات المناخية لـبورتو أليغري | البيانات المناخية لـبورتو أليغري | البيانات المناخية لـبورتو أليغري | البيانات المناخية لـبورتو أليغري | البيانات المناخية لـبورتو أليغري | البيانات المناخية لـبورتو أليغري | البيانات المناخية لـبورتو أليغري | البيانات المناخية لـبورتو أليغري | البيانات المناخية لـبورتو أليغري |
| الشهر                                           | يناير                            | فبراير                           | مارس                             | أبريل                            | مايو                             | يونيو                            | يوليو                            | أغسطس                            | سبتمبر                           | أكتوبر                           | نوفمبر                           | ديسمبر                           | المعدل السنوي                    |
| ----------------------------------------------- | -------------------------------- | -------------------------------- | -------------------------------- | -------------------------------- | -------------------------------- | -------------------------------- | -------------------------------- | -------------------------------- | -------------------------------- | -------------------------------- | -------------------------------- | -------------------------------- | -------------------------------- |
| الدرجة القصوى °م (°ف)                           | 39.2 (102.6)                     | 39.0 (102.2)                     | 38.1 (100.6)                     | 36.0 (96.8)                      | 32.7 (90.9)                      | 31.6 (88.9)                      | 32.2 (90.0)                      | 34.9 (94.8)                      | 38.0 (100.4)                     | 38.2 (100.8)                     | 39.0 (102.2)                     | 39.5 (103.1)                     | 39.5 (103.1)                     |
| متوسط درجة الحرارة الكبرى °م (°ف)               | 30.5 (86.9)                      | 30.2 (86.4)                      | 29.1 (84.4)                      | 25.9 (78.6)                      | 22.2 (72.0)                      | 19.8 (67.6)                      | 19.3 (66.7)                      | 21.3 (70.3)                      | 22.1 (71.8)                      | 25.0 (77.0)                      | 27.4 (81.3)                      | 29.5 (85.1)                      | 25.2 (77.4)                      |
| المتوسط اليومي °م (°ف)                          | 24.7 (76.5)                      | 24.5 (76.1)                      | 23.5 (74.3)                      | 20.3 (68.5)                      | 16.9 (62.4)                      | 14.4 (57.9)                      | 13.8 (56.8)                      | 15.3 (59.5)                      | 16.7 (62.1)                      | 19.4 (66.9)                      | 21.5 (70.7)                      | 23.6 (74.5)                      | 19.6 (67.3)                      |
| متوسط درجة الحرارة الصغرى °م (°ف)               | 20.6 (69.1)                      | 20.5 (68.9)                      | 19.5 (67.1)                      | 16.5 (61.7)                      | 13.3 (55.9)                      | 10.8 (51.4)                      | 10.1 (50.2)                      | 11.1 (52.0)                      | 12.8 (55.0)                      | 15.3 (59.5)                      | 17.1 (62.8)                      | 19.0 (66.2)                      | 15.6 (60.1)                      |
| أدنى درجة حرارة °م (°ف)                         | 10.1 (50.2)                      | 12.6 (54.7)                      | 9.6 (49.3)                       | 6.8 (44.2)                       | 3.0 (37.4)                       | −0.3 (31.5)                      | −0.2 (31.6)                      | 0.3 (32.5)                       | 2.2 (36.0)                       | 5.8 (42.4)                       | 8.0 (46.4)                       | 10.0 (50.0)                      | −0.3 (31.5)                      |
| الهطول مم (إنش)                                 | 110.1 (4.33)                     | 106.5 (4.19)                     | 92.2 (3.63)                      | 107.3 (4.22)                     | 118.8 (4.68)                     | 141.3 (5.56)                     | 141.3 (5.56)                     | 117.4 (4.62)                     | 141.5 (5.57)                     | 138.3 (5.44)                     | 110.9 (4.37)                     | 99.6 (3.92)                      | 1٬425٫2 (56.11)                  |
| متوسط أيام هطول الأمطار (≥ 1.0 mm)              | 9                                | 9                                | 8                                | 9                                | 9                                | 9                                | 9                                | 9                                | 10                               | 10                               | 8                                | 8                                | 107                              |
| متوسط الرطوبة النسبية (%)                       | 72.9                             | 74.8                             | 75.3                             | 77.6                             | 81.0                             | 82.7                             | 80.7                             | 77.8                             | 77.0                             | 75.0                             | 72.1                             | 70.9                             | 76.5                             |
| ساعات سطوع الشمس الشهرية                        | 227.2                            | 195.2                            | 202.4                            | 166.0                            | 146.9                            | 115.6                            | 131.4                            | 145.3                            | 145.8                            | 178.0                            | 215.2                            | 232.4                            | 2٬101٫4                          |
| المصدر #1: المعهد الوطني للأرصاد الجوية         |                                  |                                  |                                  |                                  |                                  |                                  |                                  |                                  |                                  |                                  |                                  |                                  |                                  |
| المصدر #2: Meteo Climat (record highs and lows) |                                  |                                  |                                  |                                  |                                  |                                  |                                  |                                  |                                  |                                  |                                  |                                  |                                  |

## توأمة
لبورتو أليغري اتفاقيات توأمة مع كل من:
- كانازاوا
- هورتا
- بورتاليغري
- بونتا دل إيستي
- الصالحية [الإنجليزية]‏
- ريبيرا غراندي
- سانت بطرسبرغ
- بوينس آيرس
- سوجو
- لابلاتا
- Morano Calabro [الإنجليزية]‏
- ناتال
- سان دوني
- باريس
- روساريو (1994 - )
- رام الله

## أعلام
- لويس دوس سانتوس لوز
- ماتشادو روجر ماركيز
- آلسيندو
- فالمير لويس
- أوكتاسيليو بينهيرو غيرا
- رونالدينيو
- كريستيان كوريا ديونيزيو
- أندرسون أوليفيرا
- باولو سيزار فونسيكا دو ناسيمينتو
- أداوزينهو